# Малинди-Ватаму
Малинди-Ватаму — национальный морской резерват в Кении. Акватория резервата включает национальные морские парки и резерваты Малинди и Ватаму. В 1979 году резерват был включён во всемирную сеть биосферных резерватов

## Физико-географическая характеристика
Резерват расположен на северном побережье Кении в 100 км к северу от Момбасы. Он протянулся от города Малинди до начала долины Мида и включает как морскую часть с её коралловыми рифами, так и песчаные пляжи побережья, а также территорию, затопляемую приливами.
Национальный морской резерват Ватаму находится в южной части резервата около города Ватаму и деревни Мида. На его территории находится долина Мида, мангровые леса и затопляемые приливом территории. Мангровые леса в западной части долины Мида находятся под охраной лесного резервата Арабуко Сококе. В северной части резервата находится национальный морской резерват Малинди. Площадь резервата Ватаму составляет 32 км², резервата Малинди — 213 км². На территории резервата находятся также национальные морские парки Ватаму и Малинди площадью 10 и 6 км² соответственно. Общая площадь национального резервата составляет 245 км², в то время как площадь биосферного резервата — 196 км².

## Флора и фауна
Долина Мида представляет собой мангровые леса, для которых характерно разнообразие растительного мира. Здесь произрастают Ceriops tagal, Rhizophora mucronata, Bruguiera gymnorrhiza, Avicennia marina и Sonneratia alba. В зоне прилива встречаются водоросли Bostrychia и Placophora binderi на каменистой части, Cymodocea rotundata, Halodule wrightii, Thalassia hemprichii — на песчаной.
Долина Мида является местом миграции и зимовки различных птиц. На побережье обитает большая популяция Sterna saundersi, а на островах в период с июня по октябрь гнездятся Sterna dougallii и Sterna anaethetus. Кроме того, на территории резервата обитают Charadrius leschenaultii, Charadrius mongolus, Dromas ardeola, Egretta gularis. К береговым видам относятся Calidris alba, Calidris ferruginea, Numenius phaeopus, Pluvialis squatarola.

## Взаимодействие с человеком
Побережье резервата очень популярно среди туристов. Среди аттракционов предлагается водный спорт, путешествия на лодках, глубоководная рыбалка. Туристы оказали существенное влияние на состояние рифов, загрязняя их и разбирая на сувениры. Рифы разрушаются также под действием промышленных загрязнений от нефтяных танкеров и индустриальных районов вокруг Найроби.
Рыболовство по лицензии возможно на территории резерватов, но запрещено на территории парков.